# Adesivo (oggetto)

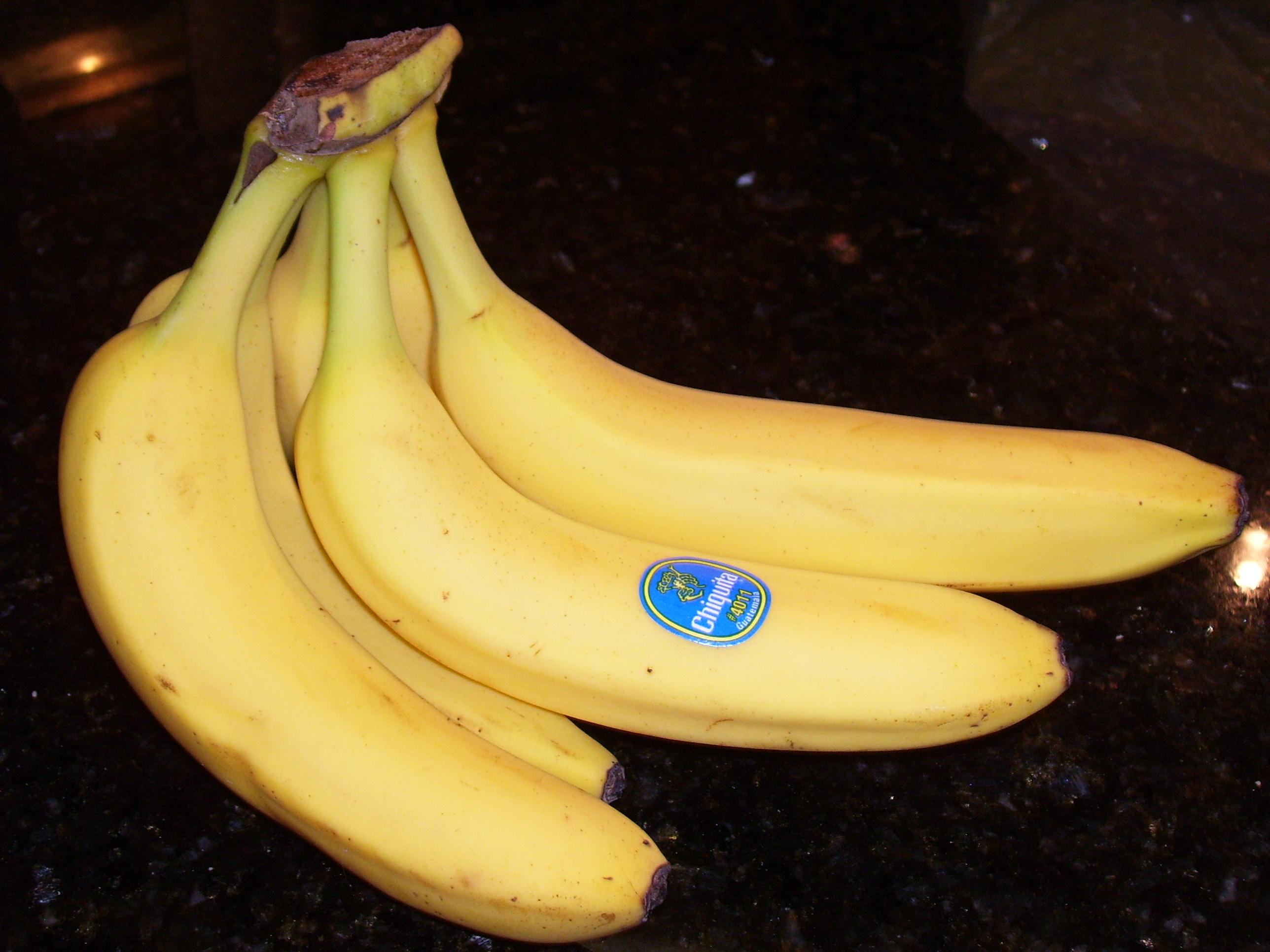
Un adesivo usato come marchio commerciale

Un adesivo, detto anche autoadesivo o sticker, è un pezzo di carta stampata, plastica, vinile o altro materiale, con una sostanza adesiva sensibile alla pressione su un lato. Può essere utilizzato per la decorazione o per scopi funzionali, a seconda della situazione.
Gli adesivi possono avere molte forme e dimensioni diverse e variare notevolmente per colore e design. Sono spesso attaccati a oggetti come cestini per il pranzo, carta, armadietti, quaderni, pareti, automobili, finestre e così via.

## Usi

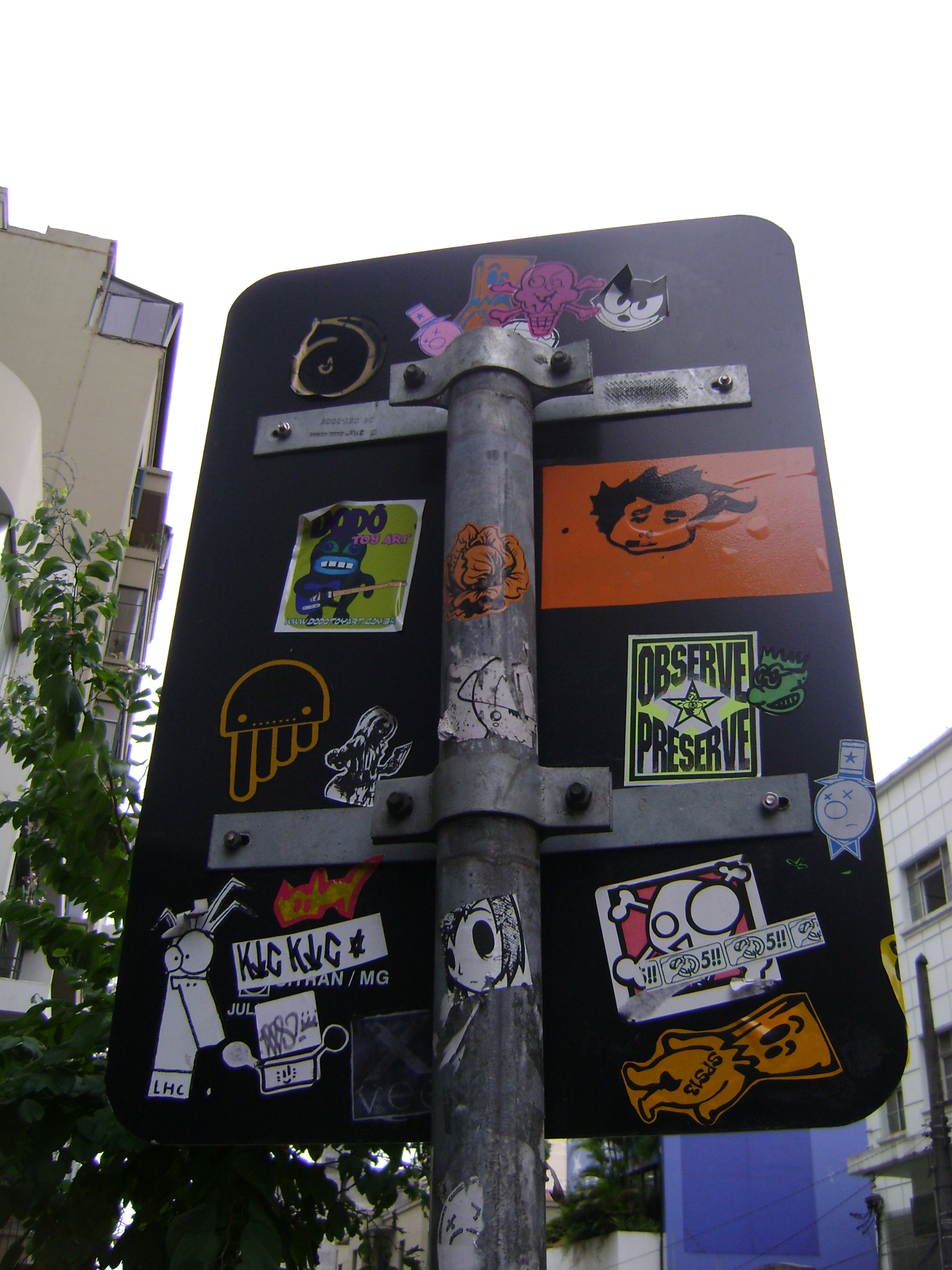
Adesivi applicati su un cartello stradale a San Paolo del Brasile.

Gli adesivi possono avere molteplici usi. Possono essere usati per scopi commerciali, come per identificare il brand di un prodotto o per fornire indicazioni sul prodotto stesso. Possono essere usati a fini promozionali o politici, a scopo di marketing e in generale per veicolare un'idea o diffondere un meme, oppure a scopo decorativo. Nel XVI secolo, in Francia, speciali adesivi venivano applicati al viso per nasconderne le imperfezioni.